# Булавицький Олекса Васильович
Оле́кса Васи́льович Булави́цький (англ. Oleksa Bulavytsky; 8 жовтня 1916, Умань — 28 липня 2001, Міннеаполіс) — український живописець і педагог  ; член Об'єднання митців-українців в Америці та Асоціації мистців Міннесоти.

## Біографічні відомості
Народився 8 жовтня 1916 року в місті Умані (нині Черкаська область, Україна). Українець. Протягом 1934—1935 років навчався у майстерні Михайла Ярового у Києві; у 1935—1938 роках — в Одеській художній школі у класі Леоніда Мучника; у 1938—1939 роках — у Ленінградському інституті живопису, скульптури й архітектури у майстерні Павла Наумова та В'ячеслава Траубенберга.
З 1939 року працював декоратором у київських театрах та художником-макетчиком на Київській кіностудії художніх фільмів. Водночас у 1939—1941 роках навчався у Київському художньому інституті, де його педагогами були зокрема Сергій Єржиковський, Олександр Фомін, Федір Кричевський.
В роки німецько-радянської війни служив червоноармійцем у стрілецьких підрозділах у Червоній армії. Потрапив у оточення і полон. Після втечі дістався до окупованого Києва, де зустрів свою стару знайому Ніну Орлову, з якою взяв шлюб. З Києва подружжя перебралося до Львова, де у 1943 році відбулася персональна виставка художника.
У 1944 році опинився у Словаччині, працював театральним декоратором у Братиславі. Після закінчення війни перебував у таборах переміщених осіб у Німеччині. Протягом 1945—1950 рів мешкав у Карлсфельді і Берхтесгадені, виставляв свої твори на виставках Української спілки образотворчих митців.
За пропозицією Олександра Грановського-Неприцького у 1950 році переїхав до Сполучених Штатів Америки, де оселився у Міннеаполісі. Працював для архітектурних фірм креслярем та дизайнером. З 1959 року мав власні мистецьку студію та приватну школу, в якій навчав малювання дітей і дорослих. Працював викладачем образотворчого мистецтва в Центрі мистецтв та освіти у місті Міннетонці.
Помер 28 липня 2001 у Міннеаполісі, де і похований.

## Творчість
Працював у галузі станкового живопису (його стиль хитається між реалізмом та імпресіонізмом). Писав переважно олійними фарбами, а також використовував темперу, акварель та туш. Створював пейзажі, морські краєвиди, натюрморти, портрети. Серед робіт:
- пейзажі «Соняшники над Дніпром», «Зимовий пейзаж», «Альпійський пейзаж», «Сірий день»; натюрморти; композиція «Втікачі», портрети «Гуцулка», «Портрет», «Генерал Борис Палій-Неїло» (до 1950 року; виставлялися на виставках Української спілки образотворчих митців)[3];
- «Після дощу», «Задвірок», «Берези», «Сосни», «Церква в Гантері», «Катедра в Сент Полі», «Хата в околиці Сандавна», «Церква в лісі поблизу Арбаки», «Бандурист», «Андрій», «Оля», «Портрет діда Мокухи», «Натюрморт з бандурою», «Натюрморт з вишнями», «Бузок» (1960–1980-ті)[8].

Створив цикл пейзажів українських церков, хат, клунь переселенців з України до США й Канади кінця XIX — початку XX століть, а також портрети Івана Багряного, Симона Петлюри, дружини, сина та інші.
Протягом 1938—1940 років брав участь у виставках в Українській РСР, згодом у Мюнхені, Берхтесгадені, Регенсбурзі, Елльвангені, Парижі, Амстердамі; в українських галереях у Торонто, Вінніпезі, Нью-Йорку, Філадельфії, Детройті, Чикаго; у штаті Міннесоті у містах Сент-Полі, Міннеаполісі та Мургеді. У 1990-х роках провів дві виставки у Києві: у 1992 році в Музеї українського мистецтва та у 1994 році в Музеї історії Києва.
Картини художника зберігаються у багатьох приватних і корпоративних колекціях. У 1994 році подарував Україні 40 своїх полотен, виконаних у 1970—1990-х роках. Вони стали прикрасою постійної експозиції залів Музею культурної спадщини у Києві.